# Amy Madison

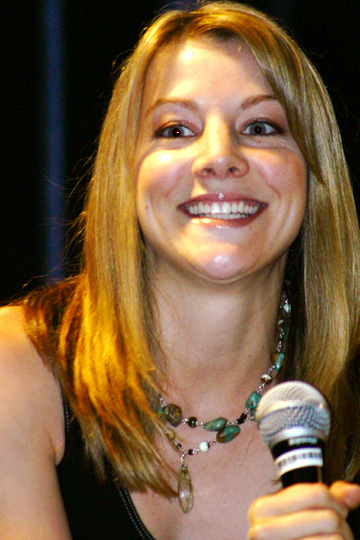
Elizabeth Anne Allen.

Amy Madison es un personaje de la serie de televisión Buffy, la cazavampiros; está interpretado por Elizabeth Anne Allen.

## Historia del Personaje
Su primera aparición es en la 1ª temporada en el episodio Bruja. Buffy la ayuda a recuperar el cuerpo que su madre, una bruja, le robó. Reaparece en un episodio de la 2ª temporada en el cual se sabe que también es bruja al ayudar a Xander con un hechizo de amor. En la 3ª temporada es convertida en rata por su propio hechizo. Sigue apareciendo como rata (y como humana durante unos segundos) en la 4ª temporada. Finalmente regresa a su forma humana en la 6ª temporada. Ahí se revela su adicción a la magia. Pone en peligro a Willow mostrándole todas las cosas que puede hacer. Willow la echa de su vida.
7° temporada Amy vuelve a aparecer cuando esta convierte a Willow en hombre.